# تايلور فوكس
تايلور فوكس هو عارض كندي، ولد في 17 يناير 1987 في White City, Saskatchewan ‏ في كندا.